# Cette année-là
Pour les articles homonymes, voir Cette année-là (émission de télévision).
Pistes de Le Vagabond
Savoir ne rien savoir
Cette année-là (1962) est une chanson enregistrée en 1976 par Claude François, adaptée d'après la chanson December, 1963 (Oh, What a Night) du groupe The Four Seasons sortie un an plus tôt. 

## Histoire
La chanson est une reprise du tube December, 1963 (Oh, What a Night) de Frankie Valli & The Four Seasons sur une mélodie de Bob Gaudio, sorti en 1975 et qui devient no 1 aux États-Unis l'année suivante. Alors que Claude François cherche des nouvelles chansons dans les bureaux de son label Flèche au 122 boulevard Exelmans, il fouille dans un tiroir du bureau de son directeur artistique Jean-Pierre Bourtayre, et y découvre ce disque de Frankie Valli qu'a écarté Bourtayre. Emballé, il demande à Eddy Marnay d'écrire les paroles en français, avec des références à son début dans le show business en 1962.
La chanson paraît d’abord en mai 1976 en face B du cinquante-quatrième 45 tours de Claude François, La solitude, c'est après. Devant le peu de succès de la face A, une chanson plus lente (les fans de Claude François le préféraient dans des musiques plus rythmées), le chanteur décide d'intervertir les deux titres et represser le disque en plein été 1976. Elle est enfin sortie en album 33 tours en décembre 1976 dans Le Vagabond. 
La chanson se vend à plus de 200 000 exemplaires, et Claude François en chante aussi une version italienne (Quell' anno là) la même année.
La chanson a ensuite été samplée par Yannick en 2000, dans le titre Ces soirées-là : le chanteur qui a entendu le titre lors d'une soirée de mariage chez un ami vend plus d'un million sept cent mille exemplaires de sa reprise. Le titre est repris dans la comédie musicale Belles belles belles. Rendant hommage aux titres de Claude François, elle est créée en 2003 par des collaborateurs du chanteur tels Daniel Moyne, Jean-Pierre Bourtayre et Gérard Louvin.
Ce titre deviendra un des plus grands tubes de Claude François, au point d’être 3ème de ses chansons préférées par les Français.
December, 1963 (Oh, What a Night) a quant à lui été repris par de nombreux groupes dont le groupe Change en 1982 sur le LP Sharing Your Love.

## Paroles
Alors que la chanson originale parlait d'une nuit de l'année 1963, celle de Claude François évoque une année entière, mais paradoxalement c'est 1962.
Il y retrace des faits qui se sont produits cette année, à la fois sur le plan personnel (sa rencontre avec son public, son premier succès Belles ! Belles ! Belles !, sa chanson Marche tout droit sortie en février 1963), mais aussi sur la scène internationale, :
- le premier 45 tours des Beatles, Love Me Do, sorti le 5 octobre 1962 ;
- la chanson fait référence au groupe suédois The Spotnicks qui a connu un succès international dès 1962, et par analogie, un clin d’œil au lancement des satellites Spoutnik fait entre1957 et 1961[8],[9],
- le décès de Marilyn Monroe, le 5 août 1962 ;
- la sortie du film West Side Story en France ;
- les débuts de Johnny Hallyday (L'idole des jeunes, les fans qui cassaient les fauteuils pendant ses premiers concerts).

## Liste des titres
France 45 tours (mai 1976)
| No | Titre                                                                      | Paroles        | Musique    | Durée |
| -- | -------------------------------------------------------------------------- | -------------- | ---------- | ----- |
| 1. | La solitude, c'est après                                                   | Gilbert Sinoué | André Popp | 4:00  |
| 2. | Cette année-là (1962) (Titre original : December, 1963 (Oh, What a Night)) | Judy Parker    | Bob Gaudio | 3:05  |

 France 45 tours (juillet 1976)
| No | Titre                    | Durée |
| -- | ------------------------ | ----- |
| 1. | Cette année-là (1962)    | 3:05  |
| 2. | La solitude, c'est après | 4:00  |

## Classements hebdomadaires
| Classement (1976)                       | Meilleure position |
| --------------------------------------- | ------------------ |
| Belgique (Wallonie Ultratop 50 Singles) | 12                 |
| France (IFOP)                           | 11                 |

| Classement (2000) | Meilleure position |
| ----------------- | ------------------ |
| France (SNEP)     | 79                 |

| Classement (2012)                          | Meilleure position |
| ------------------------------------------ | ------------------ |
| Belgique (Wallonie Back Catalogue Singles) | 10                 |
| France (SNEP)                              | 126                |

## Reprise de M. Pokora
Singles de M. Pokora
Wohoo
(2015) Belinda
(2016)
En 2016, M. Pokora rend hommage à Claude François en reprenant comme premier extrait le célèbre tube de 1976. L'accueil presse est assez négatif mais le titre est globalement bien accueilli par son public. Dans le clip figurent des éléments rappelant Claude François tels que le look de M. Pokora avec des cheveux teints à la couleur de ceux de son aîné, les costumes en paillettes ou encore la voiture vintage rappelant cette époque . L'album en hommage à Claude François sort le 21 octobre 2016.

### Classements
| Classement (2016-17)                           | Meilleure position |
| ---------------------------------------------- | ------------------ |
| Belgique (Flandre Ultratip Bubbling Under 100) | 14                 |
| Belgique (Wallonie Ultratip Bubbling Under 50) | 4                  |
| France (SNEP)                                  | 7                  |

### Certification
| Pays   | Organisme | Certification | Seuil                            |
| ------ | --------- | ------------- | -------------------------------- |
| France | SNEP      | Or            | 10 millions d'équivalent streams |